# Rial ARC2
O ARC2 é o modelo da Rial da temporada de 1989 da F-1. 
Condutores: Christian Danner, Volker Weidler, Gregor Foitek, Pierre-Henri Raphanel e Bertrand Gachot.

## Resultados[1]
(legenda)
| Ano  | Chassi | Motor                | Pneus | N° | Pilotos               | 1   | 2   | 3   | 4   | 5   | 6   | 7   | 8   | 9   | 10  | 11  | 12  | 13  | 14  | 15  | 16  | Pontos | Posição |  |
| ---- | ------ | -------------------- | ----- | -- | --------------------- | --- | --- | --- | --- | --- | --- | --- | --- | --- | --- | --- | --- | --- | --- | --- | --- | ------ | ------- |  |
|      |        |                      |       |    |                       |     |     |     |     |     |     |     |     |     |     |     |     |     |     |     |     |        |         |  |
|      |        |                      |       |    |                       | BRA | SMR | MON | MEX | USA | CAN | FRA | GBR | GER | HUN | BEL | ITA | POR | ESP | JAP | AUS |        |         |  |
| 1989 | ARC2   | Ford Cosworth DFR V8 | G     | 38 | Christian Danner      | 14  | NQ  | NQ  | 12  | 4   | 8   | NQ  | NQ  | NQ  | NQ  | NQ  | NQ  | NQ  |     |     |     | 3      | 13°     |  |
| 1989 | ARC2   | Ford Cosworth DFR V8 | G     | 38 | Gregor Foitek         |     |     |     |     |     |     |     |     |     |     |     |     |     | NQ  |     |     | 3      | 13°     |  |
| 1989 | ARC2   | Ford Cosworth DFR V8 | G     | 38 | Pierre-Henri Raphanel |     |     |     |     |     |     |     |     |     |     |     |     |     |     | NQ  | NQ  | 3      | 13°     |  |
| 1989 | ARC2   | Ford Cosworth DFR V8 | G     | 39 | Volker Weidler        | NQ  | NQ  | NQ  | NQ  | NQ  | NQ  | NQ  | NQ  | EX  | NQ  |     |     |     |     |     |     | 3      | 13°     |  |
| 1989 | ARC2   | Ford Cosworth DFR V8 | G     | 39 | Pierre-Henri Raphanel |     |     |     |     |     |     |     |     |     |     | NQ  | NQ  | NQ  | NQ  |     |     | 3      | 13°     |  |
| 1989 | ARC2   | Ford Cosworth DFR V8 | G     | 39 | Bertrand Gachot       |     |     |     |     |     |     |     |     |     |     |     |     |     |     | NQ  | NQ  | 3      | 13°     |  |